# 百园路街道
百园路街道是中华人民共和国新疆维吾尔自治区乌鲁木齐市新市区下辖的一个街道办事处。

## 行政区划
百园路街道下辖以下村级行政区划单位：
兴安社区、唐山路社区、通安南路社区、友兴街南社区。